# Louis Robilliard
Louis Robilliard, né le 10 décembre 1939 à Beyrouth, est un organiste français.

## Biographie
Né à Beyrouth le 10 décembre, il obtient le 1er prix d'orgue et d'improvisation à l'unanimité du Conservatoire national supérieur de musique de Paris en 1967.
Reconnu pour ses transcriptions qu'il réalise pour orgue (par exemple la suite de Pelléas et Mélisande de Gabriel Fauré, ou bien de l'île des morts de Serge Rachmaninov), il a une prédilection pour le répertoire du XIXe siècle. Comme le sont en général les organistes, il est également improvisateur.
Il se fait connaître du public français en 1971 en interprétant en direct sur France Musique l'intégrale de l'œuvre d'orgue de Franz Liszt.
Il a réalisé de nombreux enregistrement d'œuvres de Claude Ballif, de Liszt, de la seconde école de Vienne, de Charles-Marie Widor, ainsi qu'un disque d'improvisations. Il a remporté le grand prix du disque et le prix du président de la République pour son enregistrement d'Imaginaire IV de Claude Ballif.

## Carrière musicale
- Nommé titulaire en 1974 de l'orgue Aristide Cavaillé-Coll de l'église Saint-François-de-Sales de Lyon.
- Professeur d'orgue au Conservatoire de région de Lyon depuis 1967, il a pris sa retraite en octobre 2005.
- En 2004, il assure l'intérim, à la suite de la mort de Jean Boyer, à la classe d'orgue du Conservatoire national supérieur de musique de Lyon
- Concertiste, il joue régulièrement dans de nombreux festivals, effectue des tournées annuelles de concerts et de master-classes à l'étranger, en particulier aux États-Unis, et participe à de nombreux jurys internationaux.
- Rapporteur auprès de la Commission nationale supérieure des Monuments historiques pendant dix ans (1976-1986).

## Décoration
- Chevalier de l'ordre des Arts et des Lettres (2015)

## Discographie
- Reger : Introduction et Passacaille en ré mineur - Widor : Toccata de la Ve Symphonie; History of the Organ, vol. 4, The Modern Age, DVD, ArtHaus Musik 102 153 (1991/1997)
- YouTube Widor : Toccata de la Ve Symphonie par Louis Robilliard
- Discographie exhaustive sur France Orgue